# Paul Felix Lazarsfeld
Paul Felix Lazarsfeld (13. února 1901 Vídeň – 30. srpna 1976 New York) byl rakousko-americký sociolog židovského původu, jedna z klíčových postav americké sociologie dvacátého století. Věnoval se zejména statistickým metodám a výzkumu veřejného mínění. Do roku 1935 působil na univerzitě ve Vídni, kde provedl patrně první rozsáhlý výzkum v oblasti rozhlasového vysílání. Po emigraci v roce 1934 se usadil ve Spojených státech amerických, kde postupně působil na univerzitách v Newarku, Princetonu a New Yorku. Založil a řídil několik vědeckých institucí v Rakousku i ve Spojených státech amerických se zaměřením na komunikační výzkum, další obdobná střediska zakládat pomáhal. V letech 1937–1940 byl ředitelem rozsáhlého výzkumu známého jako Princeton Radio Project. Spolupracoval s mediálním teoretikem Elihu Katzem.

## Život
Paul Felix Lazarsfeld se narodil roku 1901 v židovské rodině ve Vídni, kde jej již od mládí ovlivňovalo tehdejší socialistické hnutí a aktivity skupiny logiků, filozofů a teoretiků vědy známé jako Vídeňský kroužek. Na vídeňské univerzitě studoval aplikovanou matematiku, studium dokončil v roce 1925 získáním titulu Ph.D. Vedle matematiky se věnoval též psychologii, již studoval u Karla a Charlotty Bühlerových. Jeho zájem o oblast aplikované sociologie vyústil nejdříve v sérii komerčních výzkumů se studenty vídeňské univerzity, v roce 1931 pak založil nezávislé výzkumné středisko pro hospodářskou psychologii (Wirtschaftspsychologische Forschungstelle), které se specializovalo na výzkum trhu pro průmyslové a obchodní společnosti z Rakouska i zahraničí. V letech 1929–1933 působil Lazarsfeld jako docent aplikované psychologie na vídeňské univerzitě. Jeho první manželkou byla doktorandka Vídeňské univerzity Marie Jahodová (taktéž Židovka a socialistka), jež s Lazarsfeldem spolupracovala na některých výzkumných projektech. Roku 1930 se jim narodila dcera Lotte Franziska Lazarsfeldová (později Bailynová), pozdější profesorka managementu na M.I.T. Lazarsfeld a Jahodová se rozvedli v roce 1934.
Lazarsfeldovy aktivity byly částečně financovány Rockefellerovou nadací, jejíž fond spravovali právě manželé Bühlerovi. Od téže nadace získal grant, jenž mu umožnil v roce 1933 odjet do Spojených států amerických. Původně roční pobyt si Lazarsfeld na jeho konci o rok prodloužil, v létě 1935 pak z důvodu rozmachu fašismu v Rakousku a s tím spojenému přijetí protisocialistických zákonů zažádal v USA o přistěhovalecké vízum. Díky Robertu Lyndovi, s nímž navázal kontakt již během svého stipendijního pobytu, získal Lazarsfeld bezprostředně po emigraci v USA práci. Šlo o statistický rozbor dotazníků o volbě povolání, které vyplnilo 100 000 mladých lidí z New Jersey, jejichž analýzu nechtěl provádět žádný z amerických analytiků. Po dohodě s Frankem Kingdomem, prezidentem univerzity v Newarku, zakládá Lazarsfeld při této univerzitě výzkumné centrum (University of Newark Research Center). V téže době si vzal za ženu Hertu Herzogovou, svou dlouholetou spolupracovnici a bývalou žákyni z vídeňské univerzity, jež taktéž emigrovala do Spojených států amerických.
Třetí vědecká instituce, kterou Lazarsfeld založil a v letech 1937–1940 i řídil, vznikla při princetonské univerzitě a věnovala se výzkumu amerického rozhlasu, který je známý pod názvem „Princeton Radio Project“. Spolu s Lazarsfeldem jej vedl princetonský psycholog Hadley Cantril a ředitel rozhlasové stanice CBS Frank Stanton. V roce 1939 se výzkum rozhlasu přestěhoval do New Yorku, jenž byl v té době sídlem všech významných rozhlasových společností. Výzkumné centrum vzniklé při Kolumbijské univerzitě se začalo zabývat vedle rozhlasu i dalšími tématy, což vedlo v roce 1945 k jeho přejmenování na Středisko aplikovaného sociálního výzkumu (The Bureau of Applied Social Research, zkráceně BASR). Lazarsfeld setrval v pozici ředitele střediska do roku 1950, za jeho vedení získalo BASR pověst jedné z nejznámějších laboratoří empirického sociálního výzkumu. Lazarsfeld byl též jmenován profesorem sociologického oddělení Kolumbijské univerzity, na níž působil až do roku 1970. Kromě své vlastní vědecké a akademické činnosti podporoval vznik obdobných výzkumných středisek v Oslo a ve Vídni. Jeho syn Robert Lazarsfeld je profesorem algebraické geometrie na michiganské univerzitě.

## Výzkumné projekty

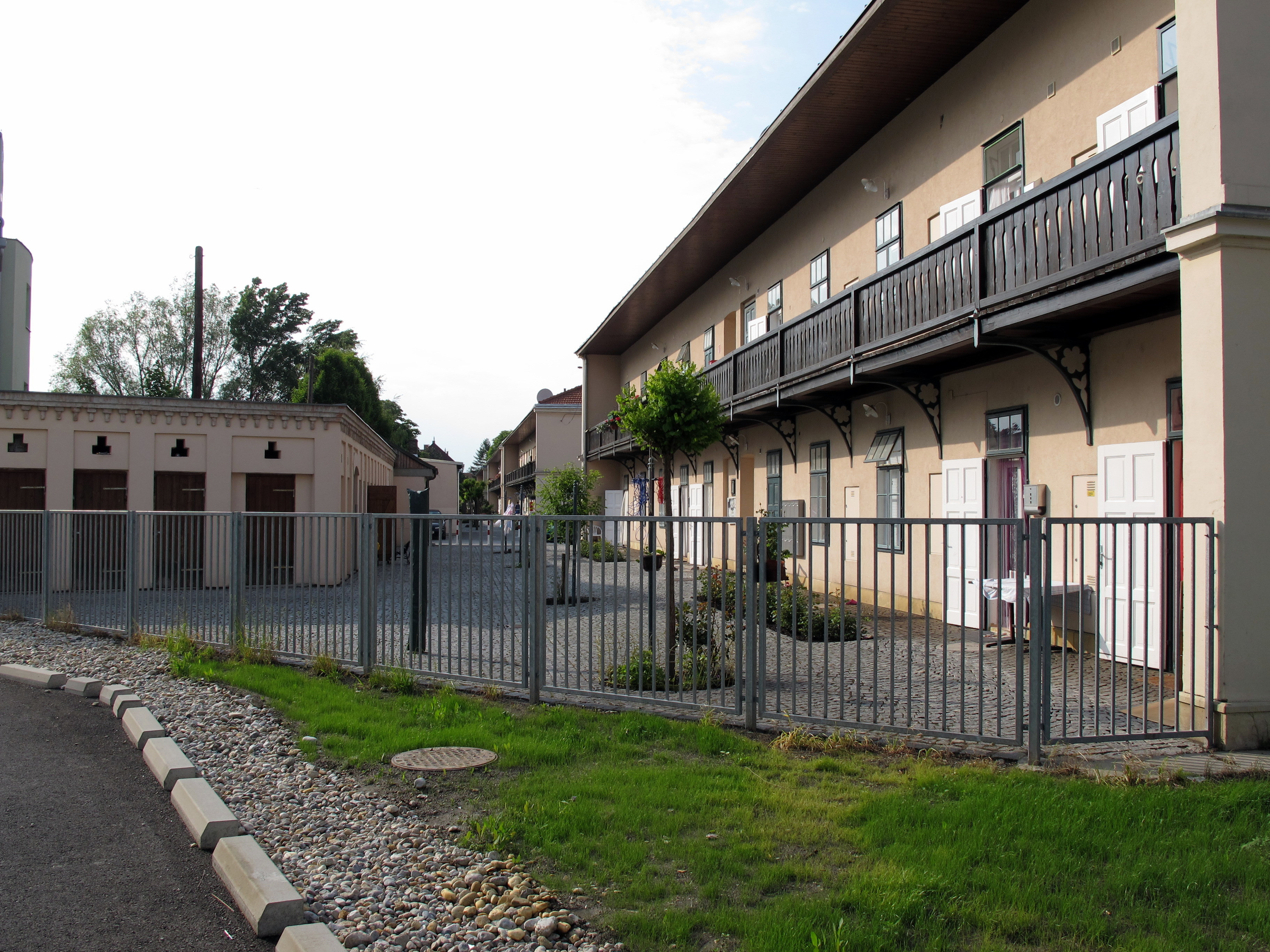
Pozůstatky dělnické čtvrti v Marienthalu, kde se odehrál Lazarsfeldův výzkum nezaměstnanosti

V roce 1933 provedl Paul Felix Lazarsfeld společně s Marií Jahodovou a Hansem Zeiselem empirický terénní výzkum v rakouské obci Marienthal, jež byla postižena vysokou mírou nezaměstnanosti. V tomto výzkumu, který je považován za důležitý milník v oblasti sociografie, mapovali na sociální a psychologické následky v komunitě nezaměstnaných pomocí kvalitativních i kvantitativních metod. Jednotlivé rodiny, které nezaměstnanost postihla, bylo dle výsledků jejich pozorování možné rozdělit na nezlomené (vytrvale hledají zaměstnání), rezignované (na získání zaměstnání již nevěří, ale se situací se vyrovnánají poklidně), zoufalé (objevuje se pocit marnosti) a apatické (deprese, sklony k alkoholismu, zanedbávání rodiny).

### Počátky komunikačního výzkumu
Své aktivity v oblasti komunikačního výzkumu zahájil Lazarsfeld spoluprací s první rakouskou rozhlasovou společností Radio Verkehrs AG (RAVAG). V květnu 1931 proběhl na vlnách RAVAG pod Lazarsfeldovým vedením psychologický experiment tehdejší doktorandky Herty Herzogové (jeho budoucí manželky), v rámci nějž měli posluchači na základě vyslechnutých zvukových záznamů tipovat podle hlasu některé vlastnosti neznámých interpretů. I díky úspěchu tohoto projektu získal Lazarsfeld od vídeňského rozhlasu zakázku na rozsáhlý empirický výzkum mezi jeho posluchači, který se tak stal prvním velkým projektem výzkumného centra Wirtschaftspsychologische Forschungstelle. Průzkum se odehrál v listopadu 1931, kdy byly ve všech rakouských trafikách k dostání dotazníky pro rodiny využívající služeb RAVAG. Dotazník zkoumal názor abonentů na jednotlivé pořady či obvyklou dobu poslechu vysílání. Ze 400 000 domácností přihlášených k poslechu rozhlasu jich odevzdalo dotazník 38 000, celkový počet respondentů tak byl zhruba 110 000. Zpracování výsledků výzkumu trvalo Lazarsfeldovi celý rok, na celý projekt se následně zapomnělo a Lazarsfeld se o něm zmínil až ve své autobiografii z roku 1968. V roce 1974 výsledky téměř 40 let starého výzkumu prezentoval na jedné z přednášek v rámci Salcburských humanistických rozhovorů, samotná závěrečná zpráva projektu v rozsahu 52 stran byla poprvé publikována až v roce 1996.

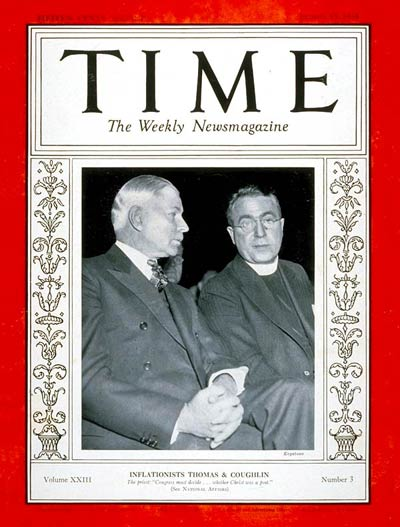
Časopis Time, jeden z titulů, které pro výpočet kulturního skóre zařadil Lazarsfeld mezi časopisy nejvyšší kulturní úrovně

Dalším projektem Paula Felixe Lazarsfelda v oblasti masových médií byla analýza dat o prodeji 24 nejvýznamnějších amerických časopisů v 90 městech Spojených států amerických, které během svého působení na newarské univerzitě porovnával se statistickými údaji o obyvatelstvu. V rámci tohoto projektu, který zahájil mimo jiné s cílem zabavit své nezaměstnané studenty výpočty, stanovil tzv. čtenářské skóre jednotlivých oblastí USA (rozdíl mezi počtem měst s velkou a malou čteností časopisů v rámci dané oblasti). Kromě něj vypočítal i jejich kulturní skóre, když časopisy rozdělil podle jejich obsahu na časopisy nejvyšší (Atlantic Monthly, National Geographic, Time, Literary Digest) a naopak nejnižší (True Story, True Confession, Detective Magazine, Motion Picture Magazine) kulturní úrovně. V obou částech výzkumu dosáhla nejvyššího skóre pacifická oblast USA.

### Princeton Radio Project
Ředitelem projektu financovaného Rockefellerovou nadací se Lazarsfeld stal v roce 1937. Společně s ním projekt z pozic náměstků řídili psycholog Hadley Cantril a Frank Stanton z rozhlasového koncernu CBS. Ústředí projektu bylo na univerzitě v Princetonu, výzkumů se účastnilo i Lazarsfeldovo výzkumné středisko v Newarku a studenti tamní univerzity, ačkoli vazba na Newark postupem času slábla, výzkum se soustředil do výzkumného střediska přímo v Princetonu a roku 1938 se přesunul do New Yorku. Ve svých počátcích se projekt značně inspiroval Lazarsfeldovou činností na poli posluchačského výzkumu, jemuž se před emigrací věnoval ve spolupráci s vídeňským rozhlasem RAVAG.
Mezi témata, jimž se projekt věnoval, se zařadil vliv rozhlasového vysílání na veřejné mínění. Lazarsfeld jej popisoval v článku věnujícím se případu senátora nominovaného na funkci člena nejvyššího soudu. Po této nominaci vyšlo najevo, že dotyčný je sympatizantem hnutí Ku Klux Klan, což rozpoutalo několikatýdenní veřejnou diskuzi, která vyvrcholila rozhlasovým projevem dotyčného senátora. Klíčovým tématem výzkumu byla otázka, jaký vliv má na původně nerozhodnuté občany skutečnost, zda onen rozhlasový projev poslouchali, či neposlouchali.
Vedle toho se výzkumné středisko zaměřilo i na analýzu spokojenosti posluchačů s rozhlasovým programem. Její vývoj byl sledován pomocí Lazarsfeldova analyzátoru programu, přístroje sestrojeného modifikací polygrafu, který zaznamenával momentální spokojenost skupiny posluchačů v závislosti na čase. Každý z maximálně desetičlenné skupiny posluchačů měl k dispozici červené a zelené tlačítko, jejichž stisknutím dával najevo, zda se mu právě poslouchaná pasáž líbí či nelíbí (neutrální názor mohl vyjádřit tím, že obě tlačítka uvolnil). Tlačítka ovládala dvojici per, která zaznamenávala vývoj počtu pozitivních (červeným inkoustem) a negativních (černým inkoustem) reakcí na neustále se posouvající papír. Další dvojice per zaznamenávala na okraj papíru čas. Po skončení pořadu byl s posluchači veden rozhovor, v rámci nějž své názory na jednotlivé pasáže pořadu vysvětlovali.
Mezi klíčové objekty výzkumu princetonského střediska se řadil vzájemný vztah mezi rozhlasovým vysíláním a tištěnými novinami. Na toto téma vydal Lazarsfeld roku 1940 publikaci „Rádio a tištěná stránka“ (Radio and the Printed Page). V jejím úvodu nastolil otázku, do jaké míry může rozhlas zvýšit množství seriózních informací nad rámec těch, které již dříve přinesl tisk. Lazarsfeld se zaměřil také na to, zda lidé nižší kulturní úrovně poslouchají vážné rozhlasové pořady. Výsledkem jeho práce bylo zjištění, že zatímco lidé s nižší kulturní úrovní věnují poslechu rozhlasu mnohem více času než kulturně vyspělejší obyvatelstvo, v poslechu vážných pořadů převažují osoby na vyšší kulturní úrovni. Lazarsfeld se věnoval též hledání vhodné strategie, kterou by měl rozhlas zvolit, aby byl schopen přilákat k těmto vážným pořadům co největší publikum z řad kulturně vyspělejšího obyvatelstva. Publikace analyzuje též výhody rozhlasového vysílání oproti tištěným novinám. Velkou přednost rozhlasu vidí Lazarsfeld v rychlosti, neboť rozhlas je schopen nabídnout důležité informace jako první. Pozitivně hodnotí i skutečnost, že je při poslechu rozhlasu možné se věnovat i jiným činnostem. Výhodou tištěných novin je oproti tomu komplexnost informací nebo fakt, že se jim čtenář nemusí věnovat v pevně stanoveném čase. Vyzdvihuje také možnost přeskočení textů, které čtenář nepovažuje za podstatné.

## Názorové vůdcovství a vícestupňový model komunikace
Lazersfeld přišel také se studií, která se zabývala konceptem názorového vůdcovství v knize The People's Choice. Zkoumal chování voličů v průběhu předvolební kampaně prezidentských voleb v USA v roce 1940. Tento výzkum tak poprvé zmiňuje vícestupňový model komunikace.

## Významné publikace
Lazarsfeld je autorem či spoluautorem mnoha vědeckých publikací a esejů zabývajících se výzkumem veřejného mínění i statistickými metodami. Následující seznam zahrnuje v chronologickém pořadí jeho nejvýznamnější publikace, jak je uvádí Velký sociologický slovník Miloslava Petruska.
- Radio and the Printed Page, 1940
- Radio Research, 1941–1943 společně s Frankem Stantonem
- The People's Choice: How the Voter Makes up his Mind in a Presidential Campaing, 1944
- Continuities in Social Research, 1950 společně s Robertem K. Mertonem
- Mathematical Thinking in the Social Sciences, 1954
- Language of Social Research, 1955
- The Professorial Mind, 1957
- Latent Structure Analysis, 1968
- Qualitative Analysis: Historical and Critical Essays, 1971